# Jute de papa
Jute de papa, es una preparación culinaria típica de Colombia, del departamento de Boyacá. El origen del jute proviene del oriente de Boyacá, especialmente de los municipios de Aquitania, Tópaga y sobre todo en Mongua, a cuyos habitantes se les conocía antiguamente como "los tragajutes". 

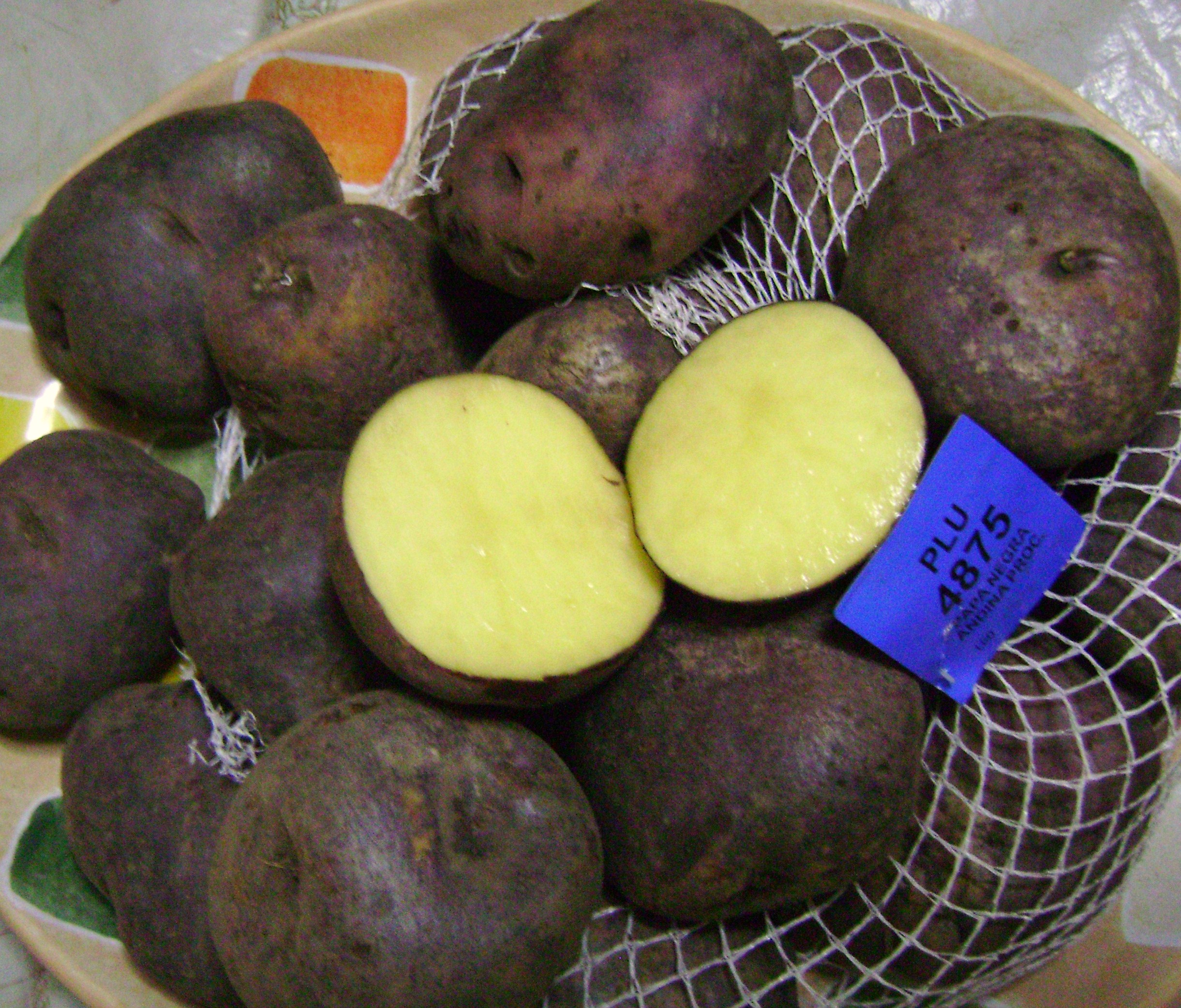
La papa es un tubérculo proveniente de Sudamérica.

## Etimología
En el idioma chibcha Juti o huti significa: "goma". Mientras que Fute significa: "papa dañada o podrida".

## Preparación
Es un manjar del oriente de Boyacá. Es un plato poco común debido a que es producto de la fermentación de la papa; y no de cualquier tipo de papa, tiene que ser riche (papa más pequeña de la cosecha). Su preparación consiste en llenar dos costales con papa riche bien lavada, se sumergen en un hoyo de aproximadamente un metro de prufundidad y 60cm de diámetro cerca de un riachuelo o en un lugar donde circule el agua fresca y de manera natural. Seguidamente se cubre el hueco con un tejido de paja, junco o helecho y algunas piedras sobre el tamo para evitar que los tubérculos floten. Una vez que están en estas condiciones, quedan listas para "jutiarse" (fermentarse), según los expertos este procedimiento debe permanecer así durante 2 meses e incluso hasta 4.

## Creencias regionales
En Boyacá existe la antigua creencia de que el jute sirve como remedio homeopático para curar la diarrea o fríos en el estómago de los niños y adultos.
Actualmente muestran de cerca este manjar en el programa en busca del plato perdido del canal de televisión colombiana señal Colombia.